# Frank Emmelmann
Frank Emmelmann (Schneidlingen, 15 settembre 1961) è un ex velocista tedesco, campione europeo dei 100 metri piani ad Atene 1982.

## Palmarès
| Anno | Manifestazione | Sede      | Evento      | Risultato  | Prestazione | Note                  |
| ---- | -------------- | --------- | ----------- | ---------- | ----------- | --------------------- |
| 1982 | Europei        | Atene     | 100 m piani | Oro        | 10"21       | Record dei campionati |
| 1982 | Europei        | Atene     | 200 m piani | Bronzo     | 20"60       |                       |
| 1982 | Europei        | Atene     | 4×100 m     | Argento    | 38"71       |                       |
| 1983 | Mondiali       | Helsinki  | 100 m piani | Semifinale | 10"40       |                       |
| 1983 | Mondiali       | Helsinki  | 200 m piani | 5º         | 20"55       |                       |
| 1983 | Mondiali       | Helsinki  | 4×100 m     | 4º         | 38"51       |                       |
| 1986 | Europei indoor | Madrid    | 60 m piani  | 4º         | 6"66        |                       |
| 1986 | Europei        | Stoccarda | 200 m piani | 8º         | 21"03       |                       |
| 1986 | Europei        | Stoccarda | 4×100 m     | Argento    | 38"64       |                       |

## Altre competizioni internazionali
1981
- Coppa Europa di atletica leggera ( Zagabria)
- Argento in Coppa Europa ( Zagabria), 100 m piani - 10"21
- Oro in Coppa Europa ( Zagabria), 200 m piani - 20"33
- Bronzo in Coppa del mondo ( Roma), 100 m piani - 10"31
- Bronzo in Coppa del mondo ( Roma), 200 m piani - 20"57
- Argento in Coppa del mondo ( Roma), 4×100 m - 38"79

1983
- Coppa Europa di atletica leggera ( Londra)
- Oro in Coppa Europa ( Londra), 100 m piani - 10"58

1985
- Bronzo in Coppa Europa ( Mosca), 100 m piani - 10"33
- Oro in Coppa Europa ( Mosca), 200 m piani - 20"23
- Bronzo in Coppa del mondo ( Canberra), 100 m piani - 10"17
- Argento in Coppa del mondo ( Canberra), 200 m piani - 20"51